# Сотникова, Елена Ивановна
Елена Ивановна Сотникова (31 декабря 1970) — российская футболистка, защитница и полузащитница. Выступала за сборные СССР и России.

## Биография
По состоянию на 1990 год выступала за клуб «Серп и Молот» (Москва), стала серебряным призёром чемпионата СССР и вошла в десятку лучших бомбардиров сезона (10 голов). В 1992 году играла за «Спартак-Преображение» (Москва), с которым стала финалисткой Кубка России. По итогам сезона включена в список 33-х лучших игроков под № 1 (центральный полузащитник). Перед началом сезона 1993 года с группой футболисток из расформированного «Спартака» перешла в клуб «СКИФ-Фемина» (Малаховка), позднее клуб перебазирован в Москву и переименован в «Чертаново-СКИФ». Бронзовый призёр чемпионата России 1993 года.
О выступлениях во второй половине 1990-х годов сведений нет[уточнить]. В 2002 году вернулась в «Спартак», однако клуб неудачно выступал и проиграл все свои матчи. В 2003—2004 годах снова играла за «Чертаново». В 2005 году в очередной раз вернулась в «Спартак», но уже не была игроком основы, клуб в этот период стал серебряным призёром чемпионата (2006) и двукратным финалистом Кубка России (2005, 2006). В последние годы карьеры играла в первом дивизионе за «Истру».
В начале 1990-х годов вызывалась в сборную СССР, стала автором гола 10 сентября 1991 года в товарищеском матче против Англии (3:1). В первой половине 1990-х годов была основным игроком национальной сборной России. Сыграла не менее 19 матчей, забила один гол — 28 августа 1995 года в ворота Южной Кореи (1:0).
Принимает участие в матчах ветеранов и в любительских соревнованиях по мини-футболу.